# Piriqueta subsessilis
Piriqueta subsessilis är en passionsblomsväxtart som beskrevs av Ignatz Urban. Piriqueta subsessilis ingår i släktet Piriqueta och familjen passionsblomsväxter. Inga underarter finns listade i Catalogue of Life.